# Paduka (bướm)
Paduka là một chi bướm ngày thuộc họ Bướm nâu.